# ألعاب القوى في ألعاب التضامن الإسلامي
ألعاب القوى هي إحدى الرياضات في مسابقة ألعاب التضامن الإسلامي التي تقام كل أربع سنوات، والتي أفتتحت هذه المسابقات لألعاب القوى بنسختها الأولى عام 2005.

## النُسخ
| ألعاب   | سنة      | المدينة المضيفة | البلد المضيف | الأحداث |
| ------- | -------- | --------------- | ------------ | ------- |
| الأولى  | 2005 ( ) | مكة المكرمة     | السعودية     | 23      |
| الثانية | 2010     | طهران           | إيران        | ألغيت   |
| الثالثة | 2013 ( ) | باليمبانج       | إندونيسيا    | 40      |
| الرابعة | 2017 ( ) | باكو            | أذربيجان     | 54      |
| الخامسة | 2021 ( ) | قونية           | تركيا        | 19      |